# Hiroto Tanaka
Hiroto Tanaka (田中 裕人 Tanaka Hiroto?), född 26 april 1990 i Osaka prefektur, är en japansk fotbollsspelare.
Tanaka började sin karriär 2013 i Júbilo Iwata. 2016 flyttade han till V-Varen Nagasaki. 2017 flyttade han till Ehime FC.